# Bad for You Baby
Bad for You Baby — последний студийный альбом североирландского гитариста и певца Гэри Мура, выпущенный в 2008 году. Альбом записан в Лондоне с  февраля по июнь 2008 года. Продюсером стал сам Гэри Мур. В 2017 году вышло ограниченное издание данного альбома на пластинках.

## Стиль, отзывы критиков
Хэл Хоровиц с сайта Allmusic.com оценил альбом в три с половиной звезды из пяти. По словам критика, гитарные партии Мура по-прежнему хороши и «классичны», а его «недооценённый» вокал звучит сильно и притягательно. Несмотря на то, что никакого сюрприза от альбома ждать не приходится, он слушается легко и в целом выглядит крепкой работой. В некоторых композициях проявилось влияние исполнителей хард-рока, например, Led Zeppelin.
На сайте Blabbermouth отмечается: «классика и оригиналы одинаково хороши у Мура. И это прикосновение никогда не было реализовано более полно, чем на этих 11 треках. Игра Мура достигла кристального совершенства, редко встречающегося у любого артиста. Кажется, он теряет себя в материале до такой степени, что тотальное чувство доминирует в процессе. А когда речь заходит о блюзе, главное — чувствовать».

## Список композиций
Автор песен — Гэри Мур, кроме отмеченных.
1. «Bad for You Baby»
2. «Down the Line»
3. «Umbrella Man»
4. «Holding On»
5. «Walkin' Thru the Park» (Morganfield)
6. «I Love You More Than You’ll Ever Know» (Kooper)
7. «Mojo Boogie» (Lenoir)
8. «Someday Baby» (Morganfield)
9. «Did You Ever Feel Lonely?»
10. «Preacher Man Blues»
11. «Trouble Ain’t Far Behind»

Бонус-трек в японском и цифровом изданиях
1. Picture on the Wall (Hopkins)

## Участники записи
- Гэри Мур — вокал, гитара, губная гармоника
- Вик Мартин — клавишные
- Пит Риз — бас
- Сэм Келли — ударные; особые гости
- Отис Тейлор — банджо (в «Preacher Man Blues»)
- Кэсси Тейлор — бэк-вокал (в «Preacher Man Blues»)